# 음성해설
음성해설(Audio description, AD, 오디오 디스크립션)은 미디어 작품(예: 영화 또는 TV 프로그램 또는 연극 공연) 시각 장애인 소비자의 이익을 위한 내레이션이다. 일반적으로 오디오가 자연스럽게 일시 중지되는 동안 배치되며, 필요한 경우 대화와 겹치는 경우도 있다. 1977년 영화 스타워즈에서 그리도와 한 솔로의 대결과 같이 영화에서 간략하게 다른 언어로 된 대화 자막이 있는 경우 내레이터는 캐릭터의 대사를 읽어준다.
박물관이나 시각 예술 전시회에서는 시각 장애가 있거나 시력이 낮은 방문객에게 접근을 제공하기 위해 음성해설 투어(또는 오디오나 비디오 테이프에 기존 녹화 프로그램의 설명이나 확대를 포함하는 보편적으로 설계된 투어)가 사용된다. 도슨트나 투어 가이드는 프레젠테이션에 음성해설을 사용하도록 교육을 받을 수 있다.
영화와 TV에서 설명은 일반적으로 보조 오디오 트랙을 통해 전달된다. 북미에서는 일반적으로 SAP(Second Audio Program)가 텔레비전 방송사에서 음성해설을 전달하는 데 사용된다. 접근성을 높이기 위해 일부 국가(예: 캐나다 및 미국)에서는 방송사가 음성해설이 포함된 프로그램의 특정 할당량을 방송하도록 요구 사항을 구현했다.

## 같이 보기
- 소설화
- 라디오 드라마